# Klara Segałowicz

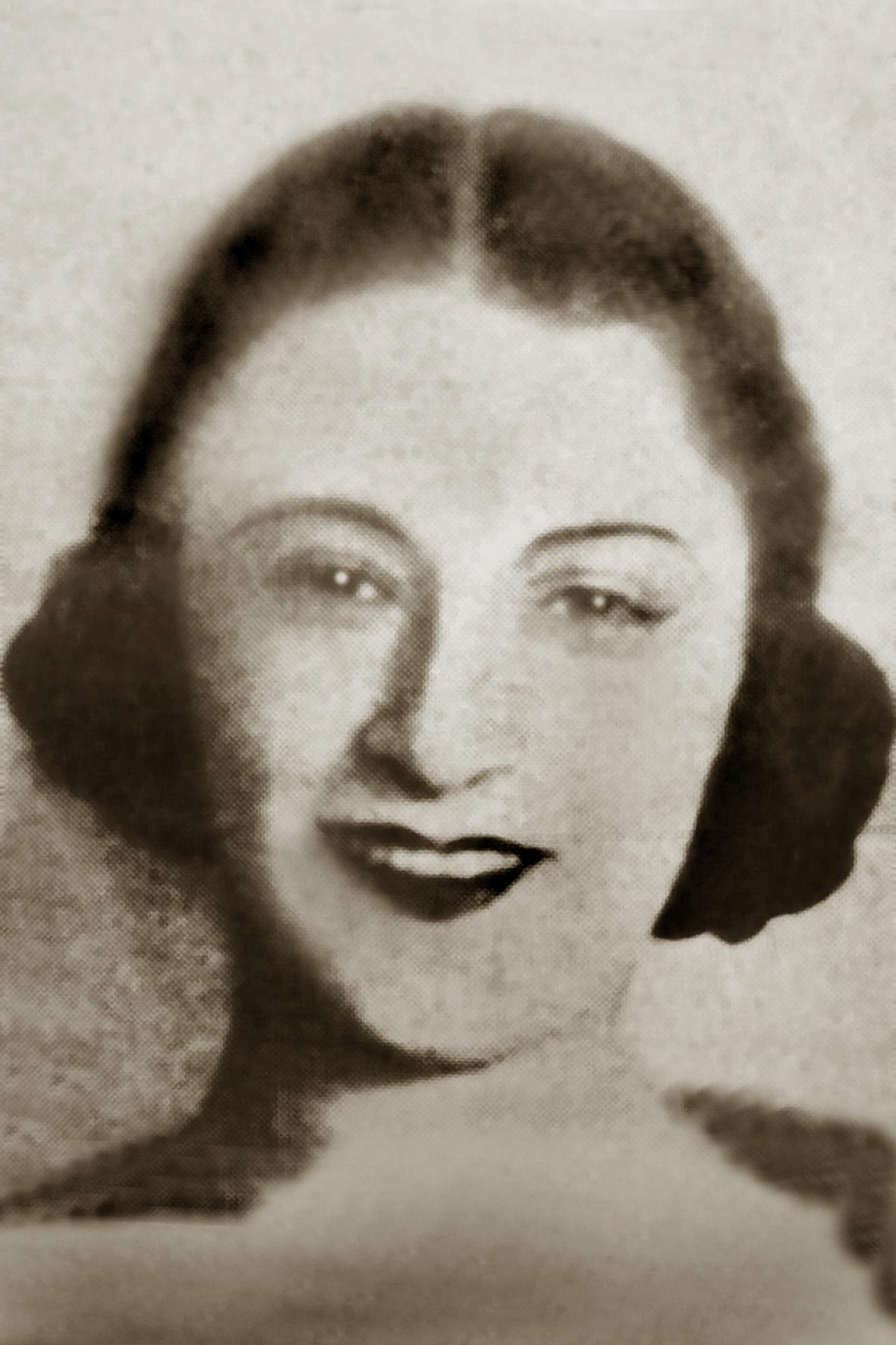
Klara Segałowicz (1936)

Klara Segałowicz (* 25. August 1897 in Kiew, Russisches Kaiserreich; † 1943 in Warschau) war eine polnisch-jüdische Schauspielerin, die im jüdischen Film und Theater der Vorkriegszeit bekannt wurde.

## Leben
Segałowicz wurde in Kiew als Klara Borodino in eine jüdische Familie geboren.  Ihr Vater war ein Arzt und ihre Mutter, Ruchla geb. Borodino, war Hebamme in Tomaszów Mazowiecki. Die Familie zog 1911 nach Tomaszów Mazowiecki. Dort debütierte sie in einer Reihe von Amateur-Theateraufführungen des Regisseurs Shmuel Binem Orenbach (geboren 8. April 1893). Im Jahr 1921 zog sie nach Warschau. Im Jahr 1922 heiratete sie den jüdischen Schriftsteller Zusman Segałowicz (1884–1949), von dem sie sich nach nur achtzehn Monaten scheiden ließ. Sie wurde schnell erfolgreich. In den 1930er Jahren wurde sie ein Star des Kinos und des jüdischen Theaters. Ihre Mutter, Ruchla geb. Borodino, war Hebamme in Tomaszów Mazowiecki.
Während des Zweiten Weltkrieges kam sie in das Warschauer Ghetto, wo sie als Sekretärin arbeitete. Dort wurde sie verhaftet, lange im Pawiak-Gefängnis inhaftiert und 1943 dort erschossen. Ihr zweiter Ehemann Leon (Lejba) Neustadt (geb. 1883) war Dozent am jüdischen Lehrerseminar sowie der Direktor des Joint Distribution Committees und wurde ebenfalls im Pawiak ermordet.

## Filmografie
- 1925: Lamed wow
- 1929: In die poylishe velder
- 1936: Al Khet